# Йодсодержащие контрастные препараты
Йодсодержащий контрастный препарат — рентгеноконтрастное вещество, содержащее йод, который повышает интенсивность рентгеновского изображения сосудистых структур и внутренних органов при его введении в организм. Изображение сосудов, органов мочевыделительной системы и некоторых патологических образований, например, гиперваскулярных опухолей или сосудистых мальформаций, интенсивно усиливается при внутривенном введении йодсодержащего контрастного препарата. При пероральном введении йодсодержащие препараты повышают интенсивность изображения желудочно-кишечного тракта (обычно применяются при компьютерной томографии, так как при классической рентгенографии в большинстве случаев используется более рентгеноконтрастный сульфат бария). Реже йодсодержащие препараты вводятся в организм иными путями для контрастного усиления других органов, а также естественных и искусственных полостей (трахеобронхиального дерева, свищевых ходов, субарахноидального пространства и др.).

## Общая характеристика йодсодержащих контрастных препаратов
Йодсодержащие контрастные вещества могут быть жиро- или водорастворимыми. Жирорастворимые препараты имеют более высокую вязкость и медленно всасываются тканями, в связи с чем используются лишь при сиалографии и гистеросальпингографии. Водорасторимые препараты, которые всасываются быстро, могут использоваться вместо сульфата бария для исследований желудочно-кишечного тракта, при наличии противопоказаний к применению бария.
Различают ионные и неионные йодсодержащие контрастные вещества. Ионные вещества повышают осмолярность плазмы крови и, в некоторых случаях, могут вызывать аллергические реакции, угрожающие жизни пациентов. Применение неионных контрастных препаратов снижает риск осложнений, в связи с чем они значительно чаще используются для парентерального введения, несмотря на более высокую стоимость.
Вскоре после введения йодсодержащего контрастного препарата, у пациента возникает ощущение тепла по всему телу, иногда более выраженное в области таза.
Йодсодержащий контраст обладает нефротоксичностью, в связи с чем важно учитывать состояние почечной функции (уровень креатинина и мочевины) у пациента.

## Виды йодсодержащих веществ
| Состав   | Название                                                | Тип              | Содержание йода (мг/мл) | Гидрофильность (коэф. Вода/Октанол) | Вязкость (мПа/сек, при 37 °C) | Осмолярность (мОсмоль/кг) | Уровень          |
| -------- | ------------------------------------------------------- | ---------------- | ----------------------- | ----------------------------------- | ----------------------------- | ------------------------- | ---------------- |
| Ионный   | Диатризоат (Верографин, Гипак 50)                       | Ионный мономер   | 300                     |                                     |                               | 1 550                     | Высокоосмолярный |
| Ионный   | Метризоат (Изопак Коронар 370)                          | Ионный           | 370                     |                                     |                               | 2 100                     | Высокоосмолярный |
| Ионный   | Иоксаглат (Гексабрикс)                                  | Ионный димер     | 320                     |                                     |                               | 580                       | Низкоосмолярный  |
| Неионный | Йопамидол (Йопамиро 370,Сканлюкс 370, Томоскан 300/370) | Неионный мономер | 370                     |                                     |                               | 796                       | Низкоосмолярный  |
| Неионный | Йомепрол (Йомерон)                                      | Неионный мономер | 400                     |                                     | 12,6                          | 726                       | Низкоосмолярный  |
| Неионный | Йогексол (Омнипак 350, Томогексол 300/350)              | Неионный мономер | 350                     | 830                                 | 10,6                          | 884                       | Низкоосмолярный  |
| Неионный | Йоксилан (Оксилан)                                      | Неионный мономер |                         |                                     |                               |                           | Низкоосмолярный  |
| Неионный | Йопромид (Ультравист 300)                               | Неионный мономер | 300                     |                                     | 4,7                           | 590                       | Низкоосмолярный  |
| Неионный | Йодиксанол (Визипак 320)                                | Неионный димер   | 320                     | 4 050                               | 11,4                          | 290                       | Изоосмолярный    |
| Неионный | Йоверсол (Оптирей 350)                                  | Неионный мономер | 350                     | 3 715                               | 6,1                           | 790                       | Низкоосмолярный  |
| Неионный | Йоверсол (Оптирей 300)                                  | Неионный мономер | 300                     | 3 715                               | 5,0                           | 630                       | Низкоосмолярный  |

Другие препараты: йомепрол.